# Equity Office Properties
Equity Office Properties Trust (NYSE: EOP) war das größte US-amerikanische, börsennotierte Büro-Immobilienunternehmen mit Firmensitz in Chicago. Das Unternehmen war im Aktienindex S&P 500 gelistet. Equity Office Properties Trust besaß und verwaltete etwa 590 Immobilien in den USA, zumeist Bürogebäude in Ballungszentren.
Die Private-Equity-Gruppe Blackstone übernahm EOP im Februar 2007 zum Preis von 39 Mrd. USD. Dies war die bis dahin größte Unternehmensübernahme durch einen Finanzinvestor.

## Geschichte
EOP wurde 1976 von Sam Zell gegründet.